# ADATA
ADATA Technology (en chino tradicional, 威剛科技股份有限公司) (TSEC:3260) es una empresa taiwanesa fabricante de hardware, fundada en mayo de 2001 por Simón Chen. Su principal línea de productos consta de módulos DRAM, unidades de memorias USB y tarjetas de memoria de los formatos CompactFlash y Secure Digital. A la fecha ha explorado también otros mercados, como los de marcos digitales, unidades de estado sólido y ExpressCards.
El 8 de octubre de 2004, ADATA mantuvo una Oferta Pública de Venta exitosa en la bolsa de valores TAIEX: TSEC:3260, la cual posicionó a la compañía en el mercado taiwanés rápidamente, creciendo así a un ritmo acelerado hasta ser catalogada en el puesto número 17 durante el 2005, dentro de las “Taiwan Top 20 Global Brands” por Interbrand.

Ya para el año del 2008, ADATA cuenta con un capital total de $55.55 millones de dólares y una capitalización bursátil de $305.16 millones. Ha extendido sus negocios a Europa y América, mientras que compite fuertemente en Asia contra Samsung, llegando a ser actualmente el segundo más grande proveedor en el mundo de módulos DRAM, con el 7.1% total de la cuota de mercado.